# 2004年澳門特別行政區行政長官選舉
2004年澳門特別行政區行政長官選舉于2004年8月29日在澳門旅遊塔舉行，第一任行政長官何厚鏵以超過選舉委員會全體委員半數的296票當選，成為第二任行政長官候任人，得票率達98.67%。

## 外部連結
- 官方網站（页面存档备份，存于）